# Sandhikharaka
Sandhikharaka é uma cidade do Nepal.